# Colin Firth
Colin Andrew Firth CBE ( ˈkɒlɪn fɜːθ ) (Grayshott, 1960. szeptember 10. –) Oscar-, BAFTA- és Golden Globe-díjas angol színész. 
A Büszkeség és balítélet (1995) című sorozattal lett ismert, melyben ő játszotta Mr. Darcyt. Ezt követte a Bridget Jones naplója (2001), szintén Darcy szerepében. Számos jótékonysági szervezet tagja. 2011-ben elnyerte a legjobb férfi főszereplőnek járó Oscar-díjat A király beszédében nyújtott alakításáért.

## Életpályája
Nagyszülei keresztény misszionáriusok voltak, Szülei Indiában születtek. Anyai ágon metodisták, apai ágon pedig anglikánok. Édesanyja összehasonlító vallástörténész, édesapja vallástörténész, és a nigériai kormány tanácsadója. Bár Colin Angliában született, gyermekkora jelentős részét Nigériában töltötte. Amikor 11 éves lett, a család átköltözött Missouriba, ahol csak egy évig dolgoztak a szülők. Azután visszatelepültek Angliába. Colin, aki természetesen tagja volt iskolája színjátszó csoportjának, szülőhelyén kijárta a középiskolát, majd a legközelebbi, eastleighi főiskolára jelentkezett. Mivel igazából már akkor is sokkal inkább a színészi tanulmányokra koncentrált, beiratkozott a londoni Drama Centre-be is. A színiiskola vizsgadarabjában, a Hamletben tette meg az első nagy lépést. A nyolcvanas években egyre több londoni színpadi produkcióban tűnt fel, majd a legendás stratford-upon-avoni Royal Shakespeare Company tagja lett, ahol eljátszhatta minden színész álmát, Hamlet és Lear király szerepét is. Az egyre ismertebb színészt természetesen a tévé is felfedezte magának. Az igazi áttörést a Büszkeség és balítélet című sorozat hozta meg neki, majd a Bridget Jones naplója Darcyjaként lett még híresebb (a szerepet az író direkt Colinra írta). 1989-ben a Valmont című film forgatása alatt jött össze Meg Tilly színésznővel. 1990-ben született egy kisfiuk, Will. Kanadába mentek, s 5 évig éltek az erdőben, a világtól elzártan. Colin bútorokat faragott, egyszerűen éltek; majd összevesztek, ami ilyen körülmények közt elkerülhetetlen. A Büszkeség és balítélet forgatásán beleszeretett egy másik kolléganőjébe, Jennifer Ehlébe. Akivel később külön folytatták.

## Filmográfia

### Film
| Év   | Magyar cím                                   | Eredeti cím                                  | Szerep                          | Magyar hang          | Rendező                   |
| ---- | -------------------------------------------- | -------------------------------------------- | ------------------------------- | -------------------- | ------------------------- |
| 1984 | Egy másik ország                             | Another Country                              | Tommy Judd                      |                      | Marek Kanievska           |
| 1985 |                                              | 1919                                         | Alexander Scherbatov fiatalon   |                      | Hugh Brody                |
| 1987 |                                              | A Month in the Country                       | Tom Birkin                      |                      | Pat O'Connor              |
| 1989 | A nulladik lakosztály                        | Apartment Zero                               | Adrian DeLuc                    | Szabó Sipos Barnabás | Martin Donovan            |
| 1989 | Valmont                                      | Valmont                                      | Vicomte de Valmont              | Reisenbüchler Sándor | Miloš Forman              |
| 1990 | A végzet asszonya                            | Femme Fatale                                 | Joseph Prince                   | Kautzky Armand       | Andre R. Guttfreund       |
| 1990 | A hírnév szárnyán                            | Wings of Fame                                | Brian Smith                     | Crespo Rodrigo       | Otakar Votocek            |
| 1993 | A disznó órája                               | The Hour of the Pig                          | Richard Courtois                | Holl Nándor          | Leslie Megahey            |
| 1994 | Végzetes játék                               | Playmaker                                    | Ross Talbert / Michael Condren  |                      | Yuri Zeltser              |
| 1995 | Baráti kör                                   | Circle of Friends                            | Simon Westward                  | Selmeczi Roland      | Pat O'Connor              |
| 1996 | Az angol beteg                               | The English Patient                          | Geoffrey Clifton                | Háda János           | Anthony Minghella         |
| 1997 | Ezer hold                                    | A Thousand Acres                             | Jess Clark                      | Csankó Zoltán        | Jocelyn Moorhouse         |
| 1997 | Egy férfi, egy nő és egy focicsapat          | Fever Pitch                                  | Paul Ashworth                   |                      | David Evans               |
| 1998 | Szerelmes Shakespeare                        | Shakespeare in Love                          | Lord Wessex                     | Forgács Péter        | John Madden (1.)          |
| 1999 | Fekete Vipera: Oda-vissza                    | Blackadder: Back & Forth                     | William Shakespeare             |                      | Paul Weiland              |
| 1999 | Élet a birtokon                              | My Life So Far                               | Edward Pettigrew                | Kőszegi Ákos         | Hugh Hudson               |
| 1999 |                                              | The Secret Laughter of Women                 | Matthew Field                   |                      | Peter Schwabach           |
| 2000 | Frigy vagy nem frigy?                        | Relative Values                              | Peter Ingleton                  | Cseke Péter          | Eric Styles               |
| 2001 | Bridget Jones naplója                        | Bridget Jones's Diary                        | Mark Darcy                      | Kőszegi Ákos         | Sharon Maguire (1.)       |
| 2002 | Bunbury, avagy jó, ha szilárd az ember       | The Importance of Being Earnest              | Jack Worthing                   | Czvetkó Sándor       | Oliver Parker (1.)        |
| 2003 | Leány gyöngy fülbevalóval                    | Girl with a Pearl Earring                    | Johannes Vermeer                | Csankó Zoltán        | Peter Webber              |
| 2003 | Nő előttem, nő utánam                        | Hope Springs                                 | Colin Ware                      | Kőszegi Ákos         | Mark Herman               |
| 2003 | Igazából szerelem                            | Love Actually                                | Jamie Bennett                   | Csankó Zoltán        | Richard Curtis            |
| 2003 | Miről álmodik a lány?                        | What a Girl Wants                            | Henry Dashwood                  | Kőszegi Ákos         | Dennie Gordon             |
| 2004 | Bridget Jones: Mindjárt megőrülök!           | Bridget Jones: The Edge of Reason            | Mark Darcy                      | Kőszegi Ákos         | Beeban Kidron             |
| 2004 | Trauma                                       | Trauma                                       | Ben Slater                      | Kőszegi Ákos         | Marc Evans (1.)           |
| 2005 | Nanny McPhee – A varázsdada                  | Nanny McPhee                                 | Mr. Cedric Brown                | Kőszegi Ákos         | Kirk Jones                |
| 2005 | Az igazság fogságában                        | Where the Truth Lies                         | Vince Collins                   | Kőszegi Ákos         | Atom Egoyan (1.)          |
| 2007 | Az utolsó légió                              | The Last Legion                              | Aurelius Antonius               | Kőszegi Ákos         | Doug Lefler               |
| 2007 |                                              | And When Did You Last See Your Father?       | Blake Morrison                  |                      | Anand Tucker              |
| 2007 | Amikor minden változik                       | Then She Found Me                            | Frank                           | László Zsolt         | Helen Hunt                |
| 2007 | St. Trinian’s – Nem apácazárda               | St. Trinian's                                | Geoffrey Thwaites               | Kőszegi Ákos         | Oliver Parker (2.)        |
| 2007 | St. Trinian’s – Nem apácazárda               | St. Trinian's                                | Geoffrey Thwaites               | Kőszegi Ákos         | Barnaby Thompson (1.)     |
| 2007 |                                              | In Prison My Whole Life (dokumentumfilm)     | nem szerepel                    |                      | Marc Evans (2.)           |
| 2008 | Férj és féleség                              | The Accidental Husband                       | Richard Bratton                 | Czvetkó Sándor       | Griffin Dunne             |
| 2008 | Mamma Mia!                                   | Mamma Mia!                                   | Harry Bright                    | Csankó Zoltán        | Phyllida Lloyd            |
| 2008 | Könnyed erkölcsök                            | Easy virtue                                  | Jim Whittaker                   | Kőszegi Ákos         | Stephan Elliott           |
| 2008 | Genova                                       | Genova                                       | Joe                             | Kőszegi Ákos         | Michael Winterbottom (1.) |
| 2009 | Karácsonyi ének                              | A Christmas Carol                            | Fred (hangja)                   | Czvetkó Sándor       | Robert Zemeckis           |
| 2009 | Dorian Gray                                  | Dorian Gray                                  | Lord Henry Wotton               | Kőszegi Ákos         | Oliver Parker (3.)        |
| 2009 | Egy egyedülálló férfi                        | A Single Man                                 | George Falconer                 | Kőszegi Ákos         | Tom Ford                  |
| 2009 | St. Trinian's 2. – A Fritton-arany legendája | St Trinian's 2: The Legend of Fritton's Gold | Geoffrey Thwaites               | Kőszegi Ákos         | Oliver Parker (4.)        |
| 2009 | St. Trinian's 2. – A Fritton-arany legendája | St Trinian's 2: The Legend of Fritton's Gold | Geoffrey Thwaites               | Kőszegi Ákos         | Barnaby Thompson (2.)     |
| 2010 | A király beszéde                             | The King's Speech                            | VI. György                      | Kőszegi Ákos         | Tom Hooper                |
| 2010 | A király beszéde                             | The King's Speech                            | VI. György                      | Csankó Zoltán        | Tom Hooper                |
| 2010 | Fő utca                                      | Main Street                                  | Gus LeRoy                       |                      | John Doyle                |
| 2010 |                                              | Steve (rövidfilm)                            | Steve                           |                      | Rupert Friend (1.)        |
| 2011 | Suszter, szabó, baka, kém                    | Tinker Tailor Soldier Spy                    | Bill Haydon                     | Csankó Zoltán        | Tomas Alfredson           |
| 2012 |                                              | Stars in Shorts                              | Steve (Steve című szegmens)     |                      | Rupert Friend (2.)        |
| 2012 | Dől a moné                                   | Gambit                                       | Harry Deane                     | Csankó Zoltán        | Michael Hoffman           |
| 2013 | Arthur Newman világa                         | Arhur Newman                                 | Wallace Avery / Arthur Newman   | Kőszegi Ákos         | Dante Ariola              |
| 2014 | A háború démonjai                            | The Railway Man                              | Eric Lomax                      | Kőszegi Ákos         | Jonathan Teplitzky        |
| 2014 | Ördöglakat                                   | Devil's Knot                                 | Ron Lax                         | Kőszegi Ákos         | Atom Egoyan (2.)          |
| 2014 | Káprázatos holdvilág                         | Magic in the Moonlight                       | Stanley Crawford / Wei Ling Soo | Kőszegi Ákos         | Woody Allen               |
| 2014 | Amnézia                                      | Before I Go To Sleep                         | Ben Lucas                       | Kőszegi Ákos         | Rowan Joffé               |
| 2015 | Kingsman: A titkos szolgálat                 | Kingsman: The Secret Service                 | Harry Hart / Galahad            | Csankó Zoltán        | Matthew Vaughn (1.)       |
| 2015 | Az élet ára                                  | Eye in the Sky                               | filmproducer                    |                      | Gavin Hood                |
| 2016 | Géniusz                                      | Genius                                       | Maxwell Perkins                 | Csankó Zoltán        | Michael Grandage          |
| 2016 |                                              | Loving                                       | filmproducer                    |                      | Jeff Nichols              |
| 2016 | Bridget Jones babát vár                      | Bridget Jones's Baby                         | Mark Darcy                      | Kőszegi Ákos         | Sharon Maguire (2.)       |
| 2017 | Kingsman: Az aranykör                        | Kingsman: The Golden Circle                  | Harry Hart                      | Csankó Zoltán        | Matthew Vaughn (2.)       |
| 2018 |                                              | The Happy Prince                             | Reggie Turner                   |                      | Rupert Everett            |
| 2018 | A kegyelem                                   | The Mercy                                    | Donald Crowhurst                | Csankó Zoltán        | James Marsh               |
| 2018 | Mamma Mia! Sose hagyjuk abba                 | Mamma Mia! Here We Go Again                  | Harry Bright                    | Csankó Zoltán        | Ol Parker                 |
| 2018 | Kurszk                                       | Kursk                                        | David Russell                   | Csankó Zoltán        | Thomas Vinterberg         |
| 2018 | Mary Poppins visszatér                       | Mary Poppins Returns                         | William Weatherall Wilkins      | Csankó Zoltán        | Rob Marshall              |
| 2019 |                                              | Greed                                        | önmaga                          |                      | Michael Winterbottom (2.) |
| 2019 | 1917                                         | 1917                                         | Erinmore tábornok               | Csankó Zoltán        | Sam Mendes (1.)           |
| 2020 | A titkos kert                                | The Secret Garden                            | Lord Archibald Craven           |                      | Marc Munden               |
| 2020 | Szupernóva                                   | Supernova                                    | Sam                             |                      | Harry Macqueen            |
| 2021 |                                              | Mothering Sunday                             | Mr. Godfrey Niven               |                      | Eva Husson                |
| 2021 | A Vagdalthús-hadművelet                      | Operation Mincemeat                          | Ewen Montagu                    | Csankó Zoltán        | John Madden (2.)          |
| 2022 | A fény birodalma                             | Empire of Light                              | Donald Ellis                    |                      | Sam Mendes (2.)           |
| 2023 |                                              | Rye Lane                                     | burrito készítő                 |                      | Raine Allen-Miller        |
| 2023 | Barbie                                       | Barbie                                       | Mr. Darcy                       |                      | Greta Gerwig              |
| 2024 |                                              | Someone's Daughter, Someone's Son            | narrátor                        |                      | Lorna Tucker              |
| 2025 | Bridget Jones: Bolondulásig                  | Bridget Jones: Mad About the Boy             | Mark Darcy                      | Kőszegi Ákos         | Michael Morris            |

### Televízió
| Év        | Magyar cím             | Eredeti cím                   | Szerep                         | Megjegyzések                                 |
| --------- | ---------------------- | ----------------------------- | ------------------------------ | -------------------------------------------- |
| 1984      |                        | Crown Court                   | PC Franklin                    | 1 epizód                                     |
| 1984      | A kaméliás hölgy       | Camille                       | Armand Duval                   | - tévéfilm - magyar hangja: - Széles Tamás   |
| 1985      |                        | Dutch Girls                   | Neil Truelove                  | tévéfilm                                     |
| 1986      |                        | Lost Empires                  | Richard Herncastle             | minisorozat (7 epizód)                       |
| 1987      |                        | Pat Hobby: Teamed with Genius | Rene Wilcox                    | különkiadás                                  |
| 1987      | Titkok kertje          | The Secret Garden             | Colin Craven felnőttként       | tévéfilm                                     |
| 1988      |                        | Tumbledown                    | Robert Lawrence                | tévéfilm                                     |
| 1991      |                        | Out of the Blue               | Alan                           | 1 epizód                                     |
| 1992      |                        | Hostages                      | John McCarthy                  | tévéfilm                                     |
| 1994      |                        | Ruth Rendell Mysteries        | Stephen Whalby                 | tévéfilm                                     |
| 1994–1995 |                        | Performance                   | Charles Holroyd / Freddie Page | 2 epizód                                     |
| 1995      | Büszkeség és balítélet | Pride and Prejudice           | Fitzwilliam Darcy              | minisorozat (6 epizód)                       |
| 1996–1997 |                        | Nostromo                      | Charles Gould                  | minisorozat (4 epizód)                       |
| 1999      |                        | The Turn of the Screw         | a Mester                       | tévéfilm                                     |
| 2000      |                        | Donovan Quick                 | Donovan Quick / Daniel Quinn   | tévéfilm                                     |
| 2001      | Az összeesküvés        | Conspiracy                    | Wilhelm Stuckart               | - tévéfilm - magyar hangja: - Czvetkó Sándor |
| 2001      |                        | We Know Where You Live        | önmaga                         |                                              |
| 2001      | Négyes kettes          | Fourplay                      | Allen Portland                 | - tévéfilm - magyar hangja: - Kőszegi Ákos   |
| 2006      |                        | Born Equal                    | Mark Armitage                  | tévéfilm                                     |
| 2017      |                        | Red Nose Day Actually         | Jamie                          | rövidfilm                                    |
| 2022      | Az utolsó lépcsőfok    | The Staircase                 | Michael Peterson               | - tévéfilm - magyar hangja: - Csankó Zoltán  |

## Könyve, ill. novellája
Magyarul is olvasható egyik novellája, mely a halál kérdéskörével foglalkozik, s a Beszélgetés az angyallal című novelláskötet egyik darabját képezi.
- A Semmi Osztálya; ford. Katona Ágnes; in: Beszélgetés az angyallal; összeáll., bev. Nick Hornby, ford. Barkóczi András et al.; Európa, Bp., 2002 ISBN 963-07-7114-4